# Rio Lech

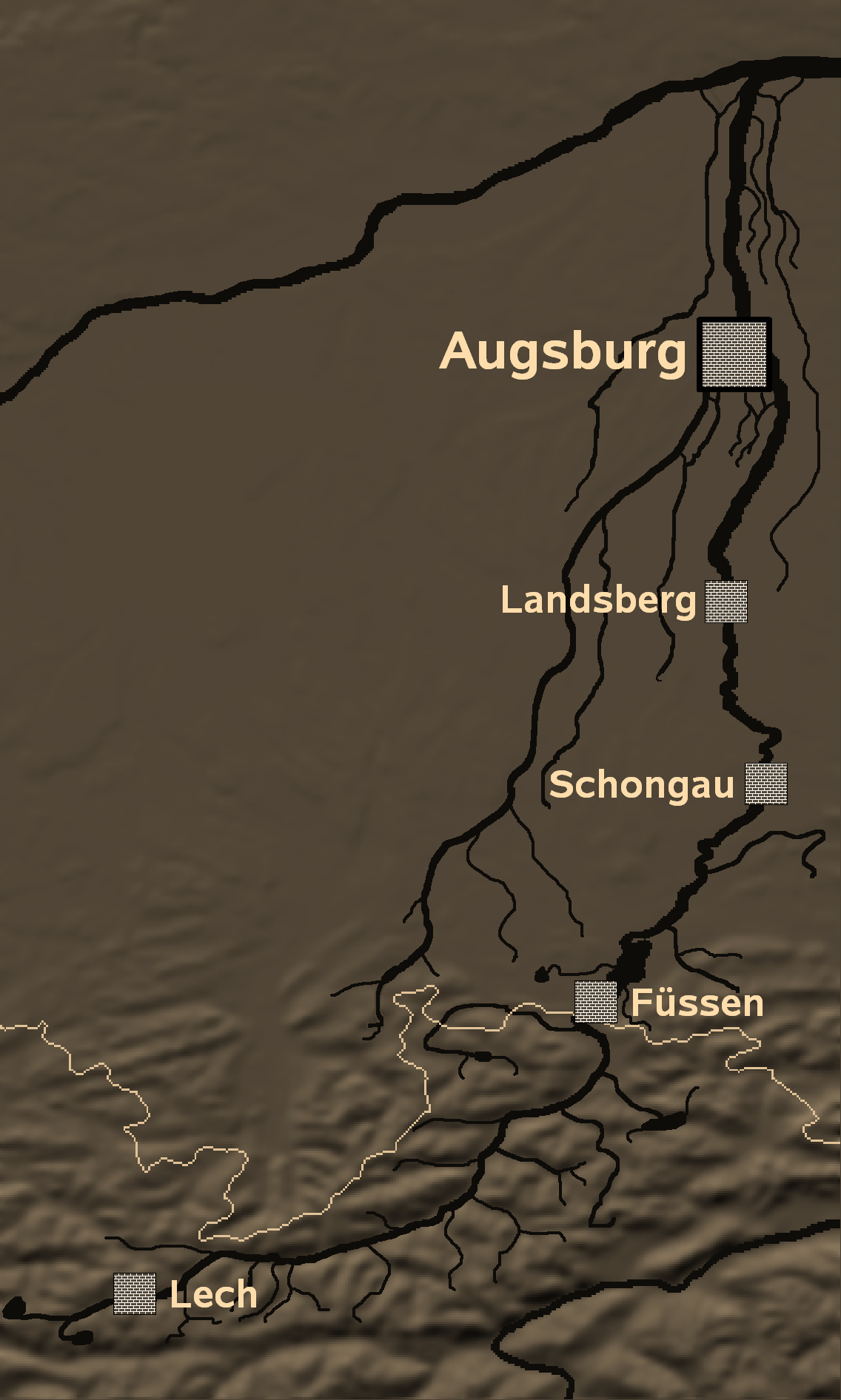
Rio Lech.

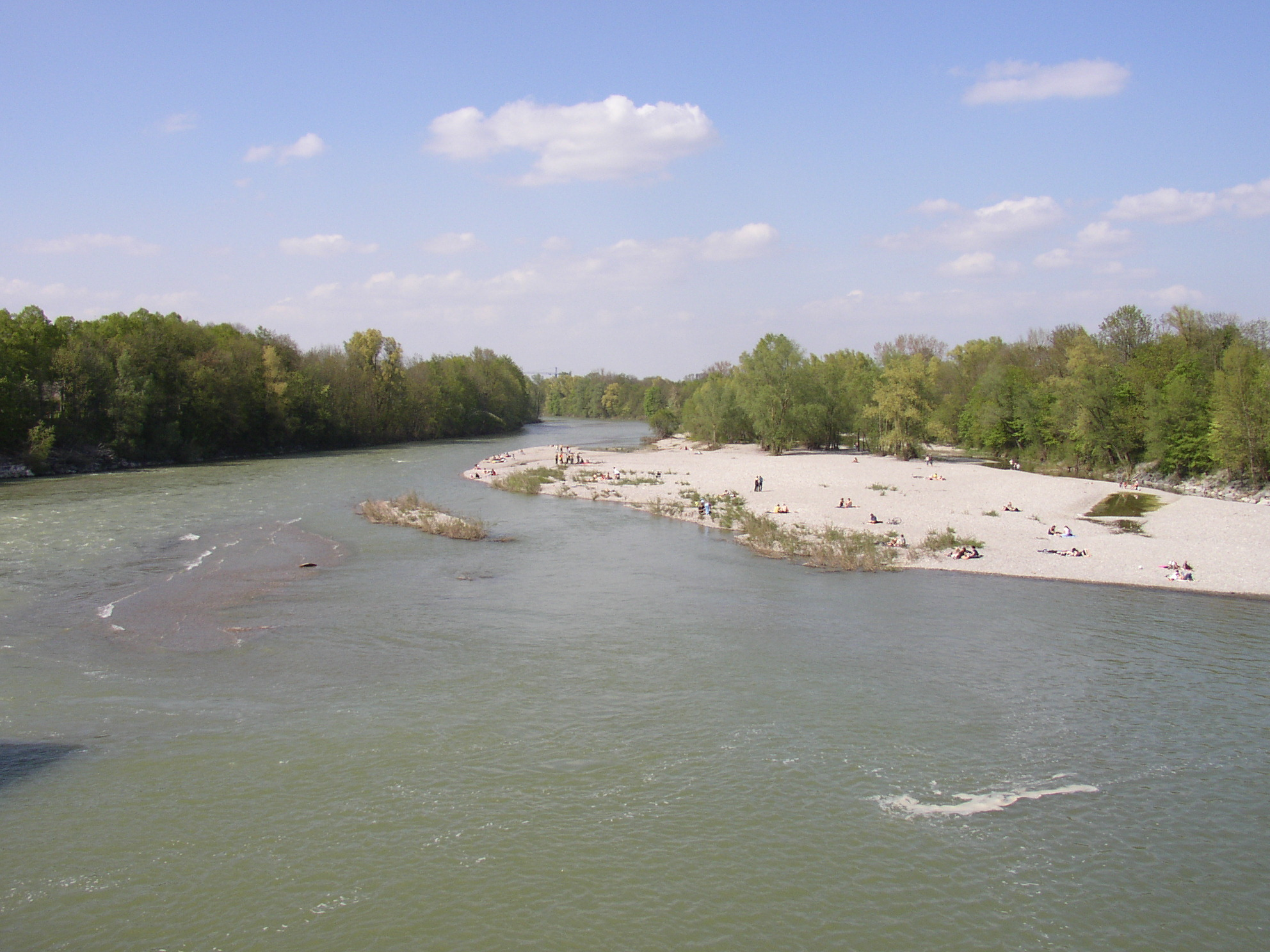
Rio Lech.

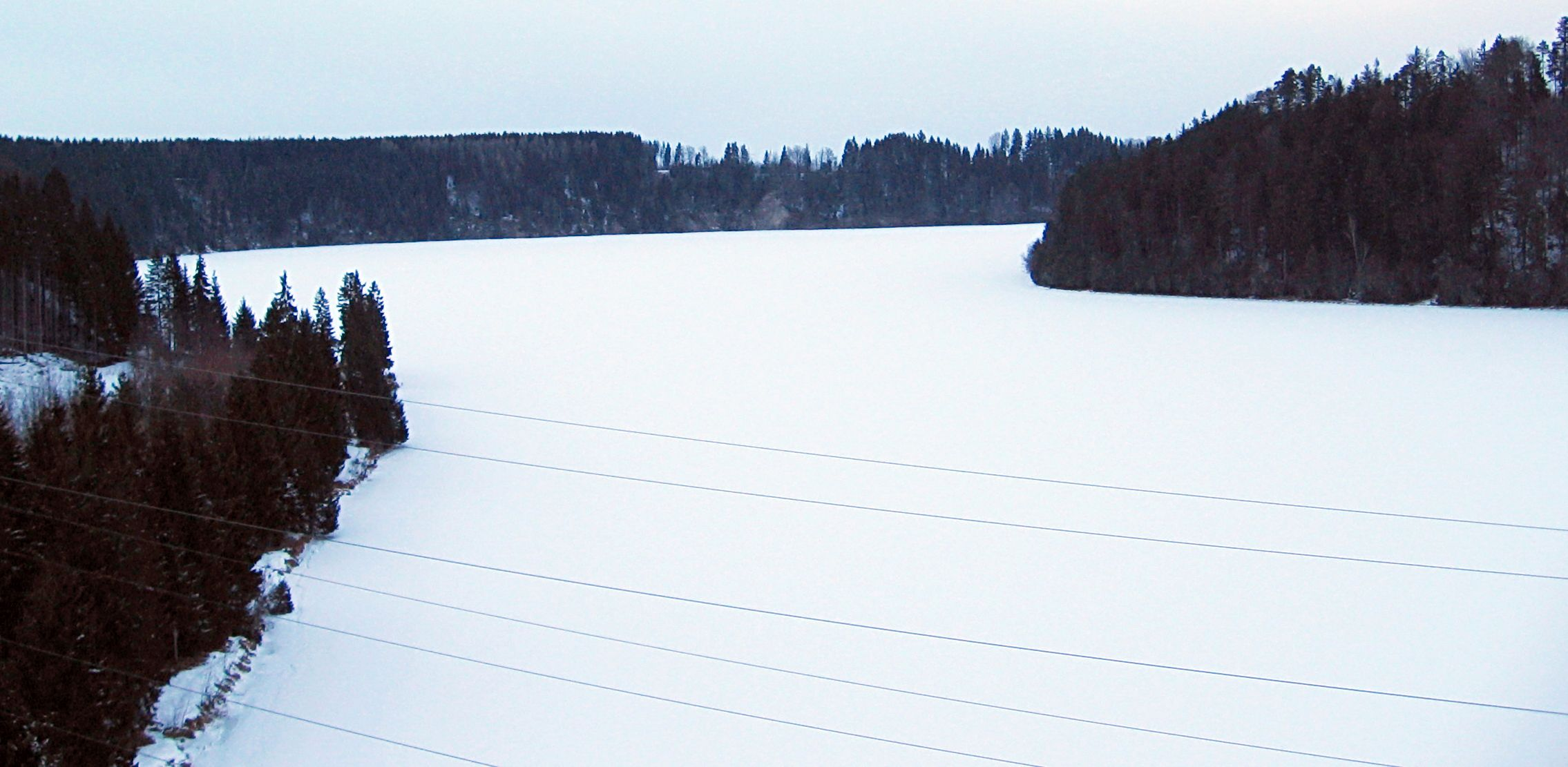
Rio Lech.

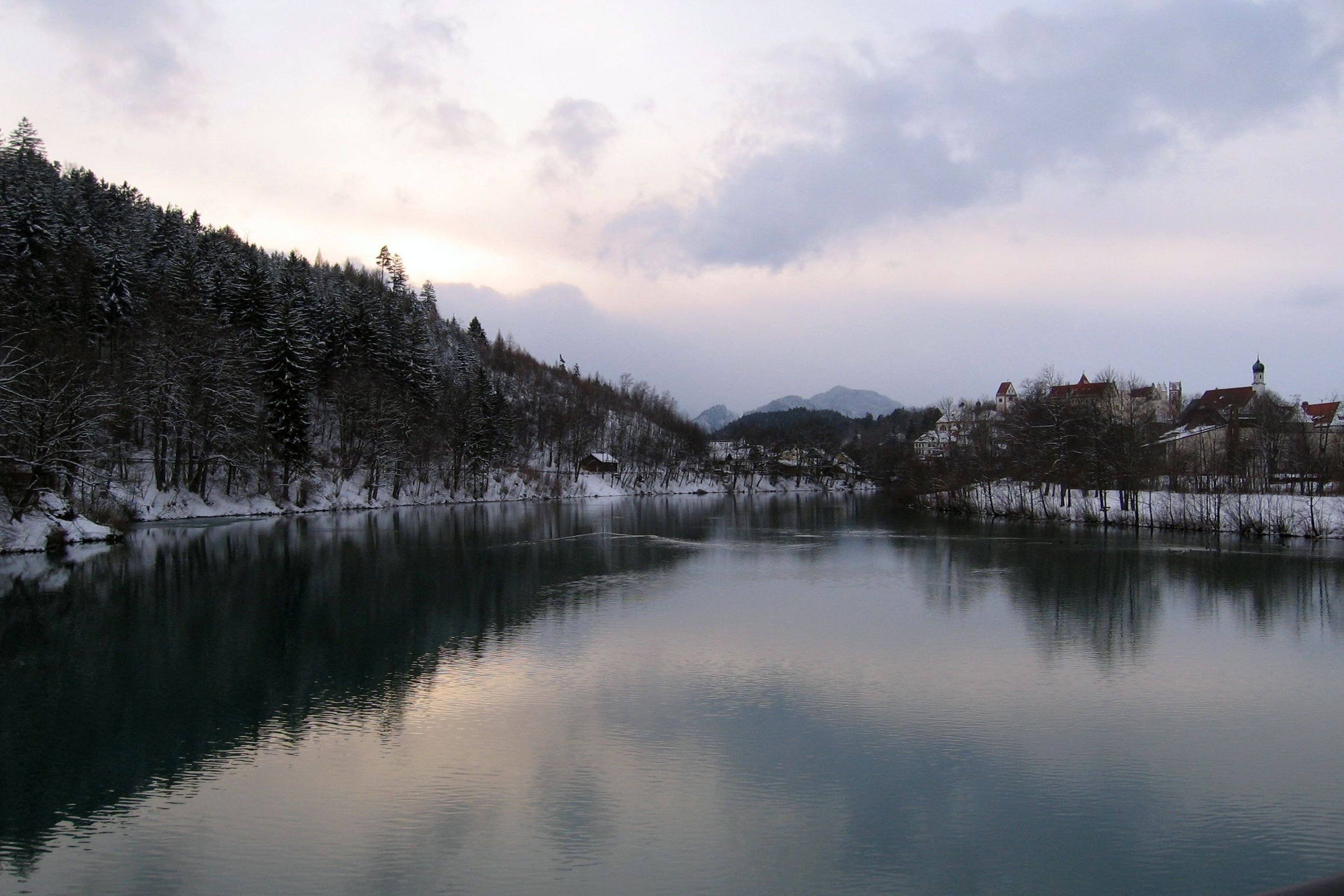
Rio Lech.

O Lech é um rio da Áustria e Alemanha. Ele é um afluente do rio Danúbio com 264 km de extensão.
Sua nascente está localizada no estado austríaco de Vorarlberg, onde o rio nasce a partir do lago Formarinsee, nos Alpes, a uma altitude de 1.865 metros. Ele corre na direção norte-nordeste e cruza a fronteira da Alemanha formando a Lechfall, uma cachoeira de doze metros de altura, a seguir o rio atravessa um estreito desfiladeiro (Lechschlucht). Deixando os Alpes, ele adentra as planícies em Füssen no estado alemão da Baviera, onde no passado formou a fronteira histórica com a Suábia, cortando a cidade de Füssen e o lago Forggensee.
O rio continua para o norte através da região chamada Lechrain passando pelas cidades de Schongau, Landsberg, Augsburg (onde ele recebe o rio Wertach)  e Rain antes de desaguar no rio Danúbio, logo abaixo de Donauworth (1.330 pés).
O Lech não é navegável. Existe uma vista magnífica do vale do Lech a partir do castelo de Neuschwanstein, perto de Füssen.
Em mais de uma ocasião, eventos históricos foram decididos às margens do Lech. Em abril de 1632, Gustavo Adolfo (Gustavo II da Suécia ou Suécia-Finlândia) derrotou e feriu mortalmente Johan Tzerclaes, Conde de Tilly.  A mais temida e respeitada cavalaria finlandesa (Hackapelite) da Suécia-Finlândia participou nesta batalha.
Em Lechfeld, uma pedregosa planície entre o Lech e o Wertach, perto de Augsburgo, Oto I derrotou os Magiares em agosto de 955.